# IWI加利爾ACE突擊步槍
Galil ACE（中文：加利爾ACE突击步枪，希伯来文：גליל ACE）是一系列由以色列武器工業（IWI）以IMI Galil系列為藍本改進、哥倫比亞軍事工業公司所生產的改進型自動步枪，而原型IMI Galil則是由以色列·加利爾（Yisrael Galili）和雅各布·利奧爾（Yaacov Lior）於1971年拉马特沙龙所設計。分為三種口徑，分別發射5.56×45毫米北約口徑、7.62×39毫米苏联口徑或7.62×51毫米北約口徑步槍子彈。5.56×45毫米北約口徑和7.62×39毫米蘇聯口徑是突击步枪，前者可以同時發射M193和SS109兩種彈藥；而7.62×51毫米北約口徑是戰鬥步槍。
IWI US也生產了加利爾ACE的半自動版本。2020年，還生產了5.45×39mm口徑的加利爾ACE限量版。及後IWI US於2023年推出了Gen II系列，其中導入了自由浮動式M-LOK護木和M4式兼容槍托。
加利爾ACE系列突擊步槍是以原型IMI Galil的機構為藍本，但使用現代化的設計和材料以增加其準確性並降低它的重量，同時保持Galil在戰鬥條件以下的人體工學、便於維護和可靠性。它是為目前現代戰爭所要求之高精度、可靠性佳提供最終解決方案計畫而設計的突擊步槍，重點在於全球最極端不利的惡劣條件下仍提供士兵最優良的戰鬥性能。
加利爾ACE系列突擊步槍是多才多藝的武器，配備的多條MIL-STD-1913戰術導軌可作為用以安裝廣泛的光學器件及多樣化配件的平台。儘管如此，在所有這些改進以後，加利爾ACE仍然方便使用者使用，而且維護簡單。
加利爾ACE系列亦具有多種不同的衍生型，不過衍生型名稱有作變更：作為標準步槍長度的ACE 23、ACE-N 23、ACE 32和ACE 53（突擊步槍）、縮短槍管長度至卡賓槍的ACE 22、ACE-N 22和ACE 52 L（短管突擊步槍）和進一步縮短槍管長度至比卡賓槍更短的ACE 21、ACE-N 21、ACE 31、ACE 52和ACE-N 52（微型突擊步槍）。而且不設有輕機槍和精確射手步槍型號。
加利爾ACE已經獲眾多國家軍隊，如哥倫比亞軍隊、哥倫比亞警察和越南人民军選用作制式突擊步槍，尤其是對前者而言是由當地經授權的哥倫比亞軍事工業公司生產。

## 歷史
雖然以色列國防軍部隊普遍都對於加利爾突擊步槍一直興趣不大（除了炮兵、装甲兵等单位都採用其縮短型外），但憑藉著同時具有精度和可靠性高兩個優點，加利爾槍族成功出口到二十多個國家並且作為軍隊或警察的制式武器，而且哥伦比亚的兵工廠、南非的Vektor Arms更購買其特許生產證，並把授權生產品作為制式步槍。多年以來，加利爾槍族並沒有太大規模的改進。
自從加利爾突擊步槍被哥倫比亞武裝部隊定為突擊步槍和制式步槍使用以來，一直都因應哥倫比亞軍隊的具體需求，按照著加利爾系列的技術與創作另一種武器；根據各項的研究表示，最好的選擇是更換和／或改進其前身方面的技術以創作另一種步槍，而主要的改進例子是：
- IMI Galil系列的重量。
- 它的後坐力。
- 容易具有擔任多個任務用途的武器（可以用來作為狙擊步槍和使用各種配件）。
- 使用標準的口徑，而且可以很容易改變（從5.56×45毫米北約口徑到7.62×51毫米北約口徑，並且盡可能小許增加和修改7.62×39毫米苏联口徑）[9]

加利爾ACE步槍事實上是由哥倫比亞軍事工業公司所生產，但其銷售權則歸於以色列武器工業（IWI）所有。

## 設計細節

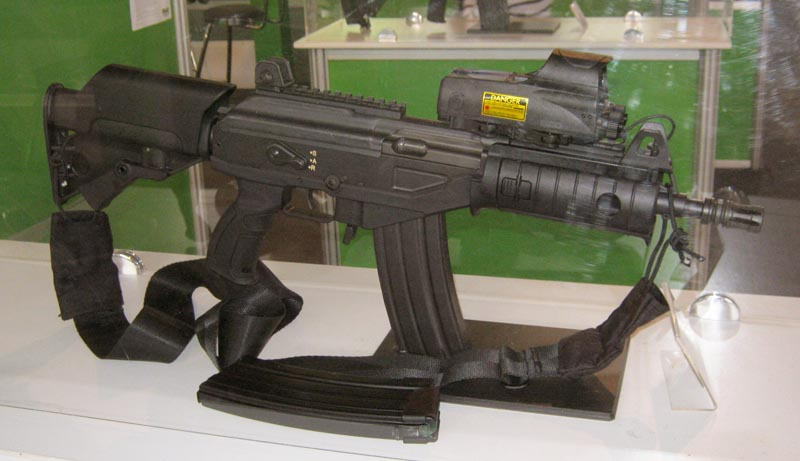
加利爾ACE 21

加利爾ACE步槍與其前身IMI加利爾一樣是可選射自動火器。由鋼製造的可拆卸式沖壓機匣蓋由於比較厚重而且固定方式牢固，因此可在機匣蓋上整合了MIL-STD-1913戰術導軌和位於後端的表尺基座。而彈匣插口側護板、手槍握把等機匣下部零件皆由聚合物製造，以減少該槍的重量。
加利爾ACE採用了許多的現代技術和材料製造；取消了多個佔其重量一大部分的鋼板沖壓零部件，例如鋼製折疊式槍托和瞄準具，並且以高科技複合材料取代和重新設計，使它更容易讓士兵操作以使其適應其個人喜好。另外增加了5條MIL-STD-1913戰術導軌，能夠讓士兵自行增加武器的性能。

### 操作系統
由於加利爾ACE步槍的改進都主要集中在外部，內部結構上基本沒有改變。
發射時，部分高壓瓦斯氣體會通過1.8毫米（.071英吋）的氣導孔端口，接著30度角轉向至槍管上方的高壓瓦斯氣體管。高壓瓦斯氣體會驅動活塞（裝在槍機的上方），進而驅動活塞連桿和槍機向後。而向後推動時，槍機內部的鎖耳槽就會開始把槍機頭向右滾轉和向後滑動，令槍機解鎖，從而拋出彈殼。槍機上方的部分承托提供了一定的空間，使槍管內的氣體壓力降低到安全水平之前解鎖。拋出彈殼後就會因為復進簧而令槍機機框向前復進，同時從彈匣取出下一發子彈到膛室。拉機柄連接到槍機機框左機匣和隨著每槍前後往復運動，並且留下拉機柄導槽以允許由左手直接操作，而射擊手仍可保持在手槍握把的位置。

### 精度
根據美國槍手（英語：American Rifleman）杂志的報導，“雖然這種步槍顯然是以AK系列的設計為藍本，它表現出比其多個AK系列的表親更高水準的潛在精度。使用聯邦尊貴型123格令Power-Shok軟頭型彈藥時，在100碼的最佳的散布範圍為0.83英吋，而五組散布範圍的平均精度為0.98英吋。”

### 槍機

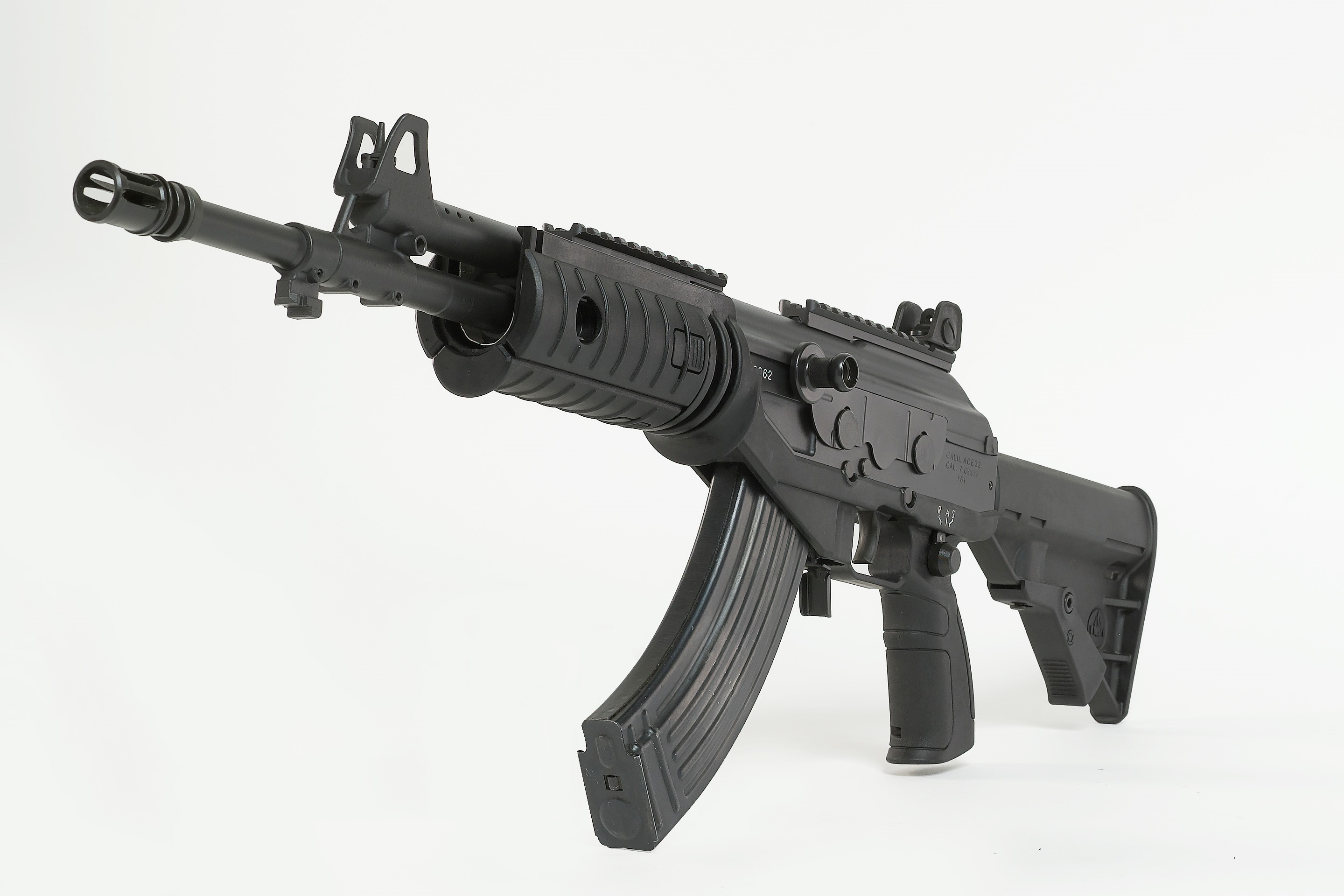
加利爾ACE 32（7.62×39毫米苏联口徑）的左側視圖。

同樣由鋼製造的上機匣內部的轉拴式槍栓的兩個鎖耳可以令加利爾的膛室進入閉鎖狀態。同時5.56毫米口徑的ACE槍機上具有設有無彈後定。槍機保持開放的特點是軍隊系客戶的一個共同的要求，以加快了更換彈匣和再上膛的速度。

### 導氣管
與AK-47不同的是，其導氣管是藉由燕尾滑動塊在機匣上部前方以機加加工方式安裝在步槍上。這避免了導氣箍的任何運動可能影響槍管的振動並因且降低步槍的精度。

### 長行程活塞氣動式

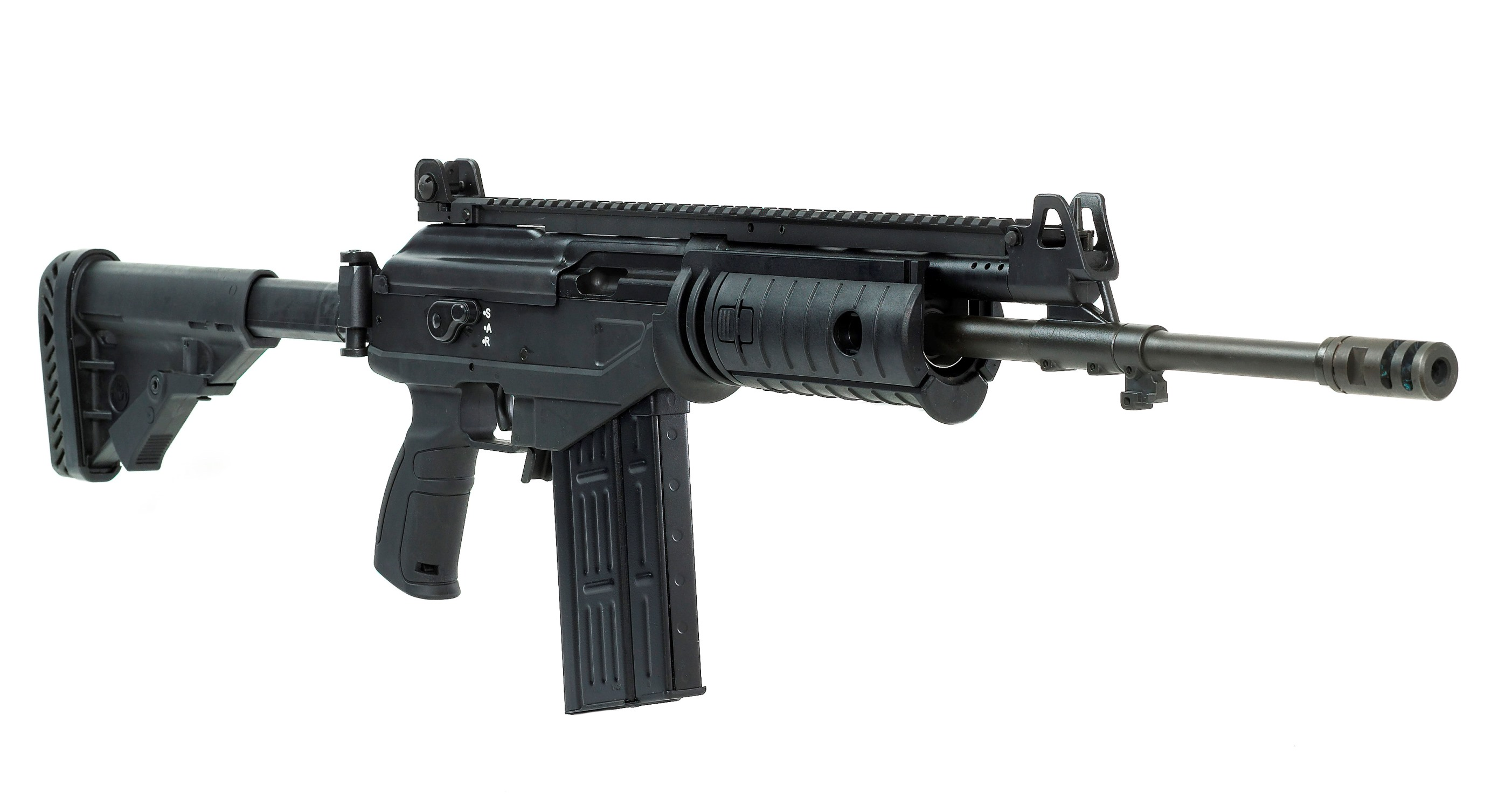
加利爾ACE 52（7.62×51毫米北約口徑）的右側視圖。

加利爾系列突擊步槍使用來自卡拉什尼科夫系列位於槍管上方的長行程活塞氣動式操作系統，其好處是無需調節和採用閉鎖式槍機都能夠射擊。長行程活塞系統除了在M1加蘭德、AK，以至最近在塔沃爾上亦有採用。

### 拉機柄與防塵蓋
拉機柄仍然直接與槍機機框連在一起，而且隨著每槍前後往復運動，不過由原來自機匣右側伸出並且向上90度彎曲讓左手從機匣蓋上操作（會因機匣蓋上裝上瞄準鏡支架而無法這樣使用）改為位於機匣左側並且留下拉機柄導槽以允許由左手直接操作。為了達到最大程度的可靠性保護使其在任何時候都不受灰塵和污垢進入而影響，拉機柄導槽以彈簧定位式自動操作的大型防塵蓋保護，只在每次射擊期間自動打開，並且在每次射擊後自動關閉。

### 瞄準具
可調整風偏和仰角的L形的照門有兩個預設的覘孔，分別在0—300米和300—500米時使用（照門仰角只能通過調整工具調節，工具為烏茲衝鋒槍的準星調整工具）。前端的準星是完全可調為偏差和零高度（平面），並且由一個保護圈來保護準星。在夜間戰鬥中瞄準時，使用的配有折疊式氚光夜視瞄準具通過照門上兩個亮點的中間與準星發光點和目標構成直線，有效瞄準距離100米。夜視瞄具豎直後，普通瞄具不能使用。
機匣蓋由過去卡拉什尼科夫系列材料輕薄而且固定並不牢固的機匣蓋改為厚重而且固定方式牢固，因此機匣蓋頂部亦裝上了MIL-STD-1913戰術導軌用以安裝光学瞄准镜、紅點鏡、棱鏡式瞄準鏡、夜視鏡或热成像仪，取代原来機匣左侧的華沙條約導軌。加上護木上方的戰術導軌長度就可以使用串連式安裝光學瞄準具，前後串連式安裝配置模式可以擴大瞄準具附件的加裝應用模式，這可是華沙條約導軌所不能的安裝配置。
加利爾ACE-N 21、22、52和52 L更使用了全尺寸頂部整體式戰術導軌，將機匣蓋頂部和護木上方的戰術導軌整合在一起。

### 扳機
加利爾ACE步槍採用了加利爾狙擊型扳機，而不是原來的加利爾型扳機，以提供比標準型加利爾得以提高的精度。加利爾ACE步槍採用的是IWI以M1加蘭德為藍本而製作的兩道火扳機。
根據美國槍手（英語：American Rifleman）杂志的報導，兩道火扳機是“乾淨而平滑的，根據萊曼數字扳機計，其扳機扣力為4英鎊13盎司。

### 護木
護木由原來為聚合物護木改為配備一種整合了MIL-STD-1913戰術導軌的鋁合金護木。這是加利爾ACE唯一加重的部份，不過由於重量增加不多，不影響整體減輕重量的目的。

### 槍托
槍托由原來為鋼管折疊式槍托改為配備一款類似M4卡賓槍、不過是自行設計的可6段伸縮調節式槍托。這樣改進了槍托抵肩面積很小的缺失，同時減少射擊時會感覺到的後座力，加上槍托可伸縮調節以適應人員穿上防彈背心的情況，令人體工程學更為出色。槍托上可以加裝托腮板。整個槍托也可以根據需要更換為其他類型的伸縮式槍托。

### 快慢機
保險及發射模式快慢機選擇桿仍然裝在機匣兩側，不過機匣右側由原來的AK式（在保險位置時關閉拉機柄導槽以作為防塵蓋的一部份和限制槍機機框運動）改為小型選擇桿，而左側在手槍握把上方的除了依舊可以由拇指激活操作以外，形狀亦有所改進。快慢機有3個位置，分別為：S為保險、A為全自動、R為半自動。

### 供彈方式
加利爾ACE隨口徑決定使用彈匣。彈匣的插入方式和AK系列的前鉤後掛式是一樣的，先用彈匣前端插入彈匣插口的前卡位，再將彈匣後端完全插入彈匣插口，並以彈匣卡榫固定。
加利爾ACE 21、22和23是5.56×45毫米北約口徑，使用IMI Galil的彎形钢製的35或50發彈匣供彈，而且具有無彈後定功能；亦可在彈匣插口裝上彈匣插槽以使用STANAG彈匣。
加利爾ACE 31和32是7.62×39毫米蘇聯口徑，可直接使用AK和RPK的所有彈匣（30或40發彈匣）或彈鼓供彈。
加利爾ACE 52、52 L和53是7.62×51毫米北約口徑，使用IMI Galil的直形钢製的25發彈匣供彈。
另外還有加利爾ACE-N 21、22和23，將彈匣插口改為彈匣插槽以兼容M16步槍所使用的20、30發STANAG彈匣；及ACE-N 52改為兼容SR-25步槍所使用的20發彈匣。彈匣卡箏改為於機匣左側、扳機護圈前方，具有寛大的防滑紋以便於操作。

## 衍生型

### 加利爾ACE
加利爾ACE具有三個口徑與多個槍管長度的衍生型：
| 型號     | 口徑                | 槍管長度        | 長度（槍托伸展）  | 長度（槍托縮折） | 總重量（空槍） | 供彈方式                                             | 槍口初速                 | 有效射程     | 發射速率        | 膛口裝置 | 刺刀座 | 全尺寸頂部戰術導軌 |
| -------- | ------------------- | --------------- | ----------------- | ---------------- | -------------- | ---------------------------------------------------- | ------------------------ | ------------ | --------------- | -------- | ------ | ------------------ |
| ACE 21   | 5.56×45毫米北約口徑 | 216（8.5英寸）  | 730（29英寸）     | 650（26英寸）    | 3.00（6.61磅） | 35、50發加利爾5.56可拆卸式彈匣                       | 710每秒（2,300英尺每秒） | 300（330碼） | 680—880發／分鐘 | 消光器   | 無     | 無                 |
| ACE-N 21 | 5.56×45毫米北約口徑 | 216（8.5英寸）  | 730（29英寸）     | 650（26英寸）    | 3.05（6.7磅）  | 30發STANAG彈匣                                       | 710每秒（2,300英尺每秒） | 300（330碼） | 680—880發／分鐘 | 消光器   | 無     | 有                 |
| ACE 22   | 5.56×45毫米北約口徑 | 335（13.2英寸） | 847（33.3英寸）   | 767（30.2英寸）  | 3.40（7.5磅）  | 35、50發加利爾5.56可拆卸式彈匣                       | 850每秒（2,800英尺每秒） | 400（440碼） | 680—880發／分鐘 | 消光器   | 有     | 無                 |
| ACE-N 22 | 5.56×45毫米北約口徑 | 335（13.2英寸） | 847（33.3英寸）   | 767（30.2英寸）  | 3.45（7.6磅）  | 30發STANAG彈匣                                       | 850每秒（2,800英尺每秒） | 400（440碼） | 680—880發／分鐘 | 消光器   | 有     | 有                 |
| ACE 23   | 5.56×45毫米北約口徑 | 463（18.2英寸） | 976（38.4英寸）   | 896（35.3英寸）  | 3.60（7.9磅）  | 35、50發加利爾5.56可拆卸式彈匣                       | 915每秒（3,000英尺每秒） | 500（550碼） | 680—880發／分鐘 | 消光器   | 有     | 無                 |
| ACE-N 23 | 5.56×45毫米北約口徑 | 463（18.2英寸） | 976（38.4英寸）   | 896（35.3英寸）  | 3.65（8.0磅）  | 30發STANAG彈匣                                       | 915每秒（3,000英尺每秒） | 500（550碼） | 680—880發／分鐘 | 消光器   | 有     | 有                 |
| ACE 31   | 7.62×39毫米蘇聯口徑 | 216（8.5英寸）  | 730（29英寸）     | 650（26英寸）    | 3.00（6.61磅） | 30、40發AK-47可拆卸式彈匣 75、100發AK-47可拆卸式彈鼓 | 600每秒（2,000英尺每秒） | _            | 680—880發／分鐘 | 消光器   | 無     | 無                 |
| ACE 32   | 7.62×39毫米蘇聯口徑 | 409（16.1英寸） | 927（36.5英寸）   | 847（33.3英寸）  | 3.50（7.7磅）  | 30、40發AK-47可拆卸式彈匣 75、100發AK-47可拆卸式彈鼓 | 600每秒（2,000英尺每秒） | _            | 680—880發／分鐘 | 消光器   | 有     | 無                 |
| ACE 52   | 7.62×51毫米北約口徑 | 409（16.1英寸） | 954（37.6英寸）   | 874（34.4英寸）  | 3.60（7.9磅）  | 25發加利爾7.62可拆卸式彈匣                           | 800每秒（2,600英尺每秒） | _            | 620—880發／分鐘 | 制退器   | 有     | 無                 |
| ACE-N 52 | 7.62×51毫米北約口徑 | 409（16.1英寸） | 954（37.6英寸）   | —                | 3.60（7.9磅）  | SR-25模式彈匣                                        | —                        | —            | 620–680發／分鐘 | 制退器   | 無     | 有                 |
| ACE 52 L | 7.62×51毫米北約口徑 | 457（18.0英寸） | 992（39.1英寸）   | 912（35.9英寸）  | 3.71（8.2磅）  | 25發加利爾7.62可拆卸式彈匣                           | 830每秒（2,700英尺每秒） | _            | 620—880發／分鐘 | 制退器   | 有     | 有                 |
| ACE 53   | 7.62×51毫米北約口徑 | 511（20.1英寸） | 1,055（41.5英寸） | 963（37.9英寸）  | 3.8（8.4磅）   | 25發加利爾7.62可拆卸式彈匣                           | 860每秒（2,800英尺每秒） | _            | 620—880發／分鐘 | 制退器   | 有     | 無                 |

### 海外特許生產型
- 加利爾·科爾多瓦（英语：Galil Córdova）
- STV突擊步槍（英语：STV rifle）

## 使用國
- 喀麦隆
- 智利
  - 智利陸軍（英语：Chilean Army）[17]：於2014年開始部署。[18]
- 哥伦比亚—由當地經授權的哥倫比亞軍事工業公司（英语：Indumil）生產，命名為加利爾·科爾多瓦（英语：Galil Córdova）。[19]
  - 哥倫比亞軍事部隊（英语：Military Forces of Colombia）
  - 哥倫比亞國家警察（英语：National Police of Colombia）[19][20]
- 薩爾瓦多[21]
- - 危地馬拉國家民警（英语：Law enforcement in Guatemala）：3,000枝ACE 31[22]。
- 海地
  - 海地國家警察[23]
- —採用ACE 21。
  - 洪都拉斯陸軍
  - 洪都拉斯空軍（英语：Honduran Air Force）
  - 洪都拉斯國家警察（英语：National Police of Honduras）
- 以色列
- ：由越南供應STV系列。
  - 老撾人民軍
- 墨西哥
  - 墨西哥聯邦警察（英语：Federal Police (Mexico)）[24]
- 尼加拉瓜
- 奈及利亞
- 秘魯—當地政府亦計劃由FAMAE特許生產，建立一間每月生產產量可達2,000枝加利爾ACE的生產工廠[25][26]。
  - 秘魯陸軍（英语：Peruvian Army）
  - 秘魯海軍
- 菲律賓
  - 菲律賓國家警察
- 南蘇丹
  - 蘇丹人民解放軍[27]
- 泰國
- 乌干达
- 越南
  - 越南人民军：ACE 31和32已被選定為新型制式突擊步槍，以逐步取代目前裝備的AK系列衍生武器。[28]合同價值約1億美元，當中包括由IWI在越南國防部協助以下設在北部清化省的Z111兵工廠，為越南人民軍本土生產數目不詳的加利爾ACE突擊步槍。[29][30]經過某些修改並分別命名為STV-380和STV-215（英语：STV rifle）。
- 乌克兰—自2014年8月授權生產，ACE 22和ACE 31分別命名為“Fort-227”[2]和“Fort-228”[31]。

### 潛在客戶
- 印度：參與最後測試評審以取代INSAS。（它已經從來自34間提供試驗步槍的廠商的原始候選名單中打進了最後2枝）。[32]

## 流行文化

### 電影
- 2012年—：型號為ACE 21，由詹姆斯“隊長One”陰影（Barry Burton，林·薩爾蒙飾演）、貝利·巴頓（Barry Burton，凱文·杜蘭飾演）和士兵所使用。
- 2014年—《2014》：型號為ACE 21，由一名槍手所使用。

### 电視劇
- 2013年—《抗争》：2013年4月15日第1季第1集「飛行員，第1部分」（Pilot, Parts 1）之中，型號為ACE 21，裝上Meprolight 21反射式瞄準鏡並且由達迪·塔爾（Datak Tarr，托尼·柯倫飾演）所使用。

### 電子遊戲
- 2012年—：型號為ACE 22，錯誤地命名為「Galil AR」，載彈量35發。為恐怖份子陣營的專用武器。
- 2012年—：型號為ACE 53，命名為「ACE」，以30發彈匣供彈，可裝上延長彈匣、長距離ACOG光學瞄準鏡、管狀反射式瞄準鏡和開放型反射式瞄準鏡。
- 2013年—《縱橫諜海：黑名單》：型號為ACE 53，命名為“ACE”，以30發彈匣供彈。
- 2013年—：型號為ACE 23、ACE 52、ACE 21和ACE 53：
  - ACE 23命名為「ACE 23」（中文版則命名為「ACE 23突擊步槍」），發射5.56×45毫米NATO子彈，被歸類為突击步枪，載彈量35+1發，初始攜彈量為144發。單人模式之中可於完成下列任務「突擊專家」以後解鎖並且可由美国海军陆战队精英小隊「墓碑」隊長丹尼爾·雷克（Daniel Recker）所使用；多人聯機模式時為「突擊兵」（Assault）的解鎖武器包武器之一，於完成小任務「突擊專家」（獲得醫療勳帶50次、以使用任何突擊步槍擊殺200人和獲得突擊步槍勳帶10次）時解鎖，並可以使用土狼、雷射瞄準器、舒適握把、防火帽、JGM-4（放大4倍）、斜視金屬瞄準器、直角握把、重型槍管、稜鏡（放大3.4倍）、手電筒、腳架、制動器、HD-33、放大鏡（放大2倍）、寛型握把、LS06消音器以及七件戰鬥包附件（ACOG（放大4倍）、FLIR（紅外線放大2倍）、全像、消光器、折疊握把、馬鈴薯握把、直立握把、綠點雷射瞄準器、紅外線夜視鏡（紅外線放大1倍）、眼鏡蛇、M145（放大3.4倍）、PBS-4消音器、雷射／燈光組合、PKA-S、PK-A（放大3.4倍）、PSO-1（放大4倍）、R2消音器、反射式、消音器、戰術燈、三光束雷射當中之七）。
  - ACE 52命名為「ACE 52 CQB」（中文版則命名為「ACE 52 CQB卡賓步槍」），發射7.62×51毫米NATO子彈，被歸類為卡賓槍，載彈量25+1發，最高攜彈量為124發（單人模式）。單人模式之中可於「運河終幕」（Suez）戰役達到銀牌時解鎖並且可由美国海军陆战队精英小隊「墓碑」隊長丹尼爾·雷克（Daniel Recker）所使用；聯機模式時為所有兵種的解鎖武器包武器之一，於達到37,000點卡賓槍得分時才能解鎖，並可以使用土狼、雷射瞄準器、舒適握把、防火帽、HD-33、放大鏡（放大2倍）、寛型握把、LS06消音器、稜鏡（放大3.4倍）、斜視金屬瞄準器、直角握把、重型槍管、JGM-4（放大4倍）、手電筒、腳架、制動器以及七件戰鬥包附件（ACOG（放大4倍）、FLIR（紅外線放大2倍）、全像、消光器、折疊握把、馬鈴薯握把、直立握把、綠點雷射瞄準器、紅外線夜視鏡（紅外線放大1倍）、眼鏡蛇、M145（放大3.4倍）、PBS-4消音器、雷射／燈光組合、PKA-S、PK-A（放大3.4倍）、PSO-1（放大4倍）、R2消音器、反射式、消音器、戰術燈、三光束雷射當中之七）。
  - ACE 21命名為「ACE 21」（測試版時命名為「ACE 21 CQB」；中文版則命名為「ACE 21 CQB卡賓步槍」），發射5.56×45毫米NATO子彈，被歸類為卡賓槍，載彈量35+1發，最高攜彈量為124發（單人模式）。單人模式之中可由美国海军陆战队精英小隊「墓碑」隊長丹尼爾·雷克（Daniel Recker）所使用；聯機模式時為所有兵種的解鎖武器包武器之一，於達到71,000點卡賓槍得分時才能解鎖，並可以使用土狼、雷射瞄準器、舒適握把、防火帽、HD-33、放大鏡（放大2倍）、寛型握把、LS06消音器、稜鏡（放大3.4倍）、斜視金屬瞄準器、直角握把、重型槍管、JGM-4（放大4倍）、手電筒、腳架、制動器以及七件戰鬥包附件（ACOG（放大4倍）、FLIR（紅外線放大2倍）、全像、消光器、折疊握把、馬鈴薯握把、直立握把、綠點雷射瞄準器、紅外線夜視鏡（紅外線放大1倍）、眼鏡蛇、M145（放大3.4倍）、PBS-4消音器、雷射／燈光組合、PKA-S、PK-A（放大3.4倍）、PSO-1（放大4倍）、R2消音器、反射式、消音器、戰術燈、三光束雷射當中之七）。
  - ACE 53命名為「ACE 53 SV」（中文版則命名為「ACE 53狙擊步槍」），發射7.62×51毫米NATO子彈，被歸類為精確射手步槍，載彈量25+1發。單人模式之中可由美国海军陆战队精英小隊「墓碑」隊長丹尼爾·雷克（Daniel Recker）所使用；聯機模式時為所有兵種的解鎖武器包武器之一，於達到65,000點精確射手步槍得分時才能解鎖，並可以使用JGM-4（放大4倍）、斜視金屬瞄準器、直角握把、重型槍管、土狼、雷射瞄準器、舒適握把、LS06消音器、HD-33、放大鏡（放大2倍）、寛型握把、防火帽、稜鏡（放大3.4倍）、手電筒、腳架、制動器以及七件戰鬥包附件（ACOG（放大4倍）、FLIR（紅外線放大2倍）、全像、消光器、折疊握把、馬鈴薯握把、直立握把、綠點雷射瞄準器、紅外線夜視鏡（紅外線放大1倍）、眼鏡蛇、M145（放大3.4倍）、PBS-4消音器、雷射／燈光組合、PKA-S、PK-A（放大3.4倍）、PSO-1（放大4倍）、R2消音器、反射式、消音器、戰術燈、三光束雷射當中之七）。
- 2014年—《看門狗》：型號為ACE 23，命名為“AC-AR”，雖改用30發STANAG彈匣供彈，但只裝填20發，最高攜彈量為80發，並裝上了PSO-1光學瞄準鏡以及取消了護木頂部導軌，價格為$17,500，可由主角艾登·皮爾斯（Aiden Pearce，由諾姆·詹金斯配音）作為狙擊步槍所使用。
- 2014年—：型號為ACE 53，命名為「A52」，以30發彈匣供彈，可裝上延長彈匣、長距離ACOG光學瞄準鏡、管狀反射式瞄準鏡和開放型反射式瞄準鏡。
- 2015年－：型號為ACE 21 N，命名為「CAR-556」，歸類為卡賓槍，載彈量40+1發，沒有槍托（無法使用槍托改裝重新裝上），預設配備PK-AS光學瞄準鏡，自資料片「劫案」更新後成為免費武器，能夠由兩方操作者（Operator）所使用。可加裝各種光学瞄准镜（反射、眼鏡蛇、全息瞄準鏡（放大1倍）、PKA-S（放大1倍）、Micro T1、SRS 02、Comp M4S、M145（放大3.4倍）、PO（放大3.5倍） 、ACOG（放大4倍）、PSO-1（放大4倍）、IRNV（放大1倍）、FLIR（放大2倍））、附加配件（傾斜式機械瞄具、傾斜式紅點鏡、電筒、戰術燈、激光瞄準器、穿甲曳光彈）、槍口零件（制退器、補償器、重槍管、抑制器、消光器）及握把（垂直握把、粗短握把、直角握把）。
- 2017年—：型號為ACE 52，命名為“Galeforce”。
- 2018年—《叛亂：沙漠風暴》：ACE 52為叛軍專屬武器。
- 2019年—：第四季新增武器。預設型號為ACE 32，命名为“CR-56 AMAX”，裝備8.3英寸槍管可以將其改造為ACE 31，但卻比現實中的ACE 31的8.5英寸槍管略短。可裝備7.62×39毫米M67 10發彈匣將其變為半自動步槍。
- 2022年—《絕地求生》：17.1更新新增武器。型號為ACE32，使用7.62毫米子彈的突擊步槍。[33]

## 資料來源
1. ↑  .   [2013-10-06]. （原始内容存档于2010-07-13）.
2. 1 2  Штурмовая винтовка «Форт-227» （页面存档备份，存于） / официальный сайт НПО "Форт"
3. ↑  Chile quita poderosa arma al Perú （页面存档备份，存于） Viernes 27 Junio 2014
4. 1 2 3 4 5 6 7 8 9 10 11 12 13 14 15 16 17   (PDF).   [2015-12-25]. （原始内容 (PDF)存档于2016-03-04）.
5. 1 2 3 4 5 6 7 8 9 10 11 12   (PDF).   [2015-12-25]. （原始内容 (PDF)存档于2014-08-06）.
6. 1 2 3 4 5 6 7 8 9 10 11 12 13 14 15 16 17   (PDF).   [2013-11-11]. （原始内容 (PDF)存档于2013-09-30）.
7. 1 2 3 4 5 6 7 8 9 10 11 12   (PDF).   [2015-12-25]. （原始内容 (PDF)存档于2012-11-13）.
8. 1 2  GALIL ACE 5.56 （页面存档备份，存于） 29 May 2013, Small Arms Defense Journal
9. ↑  . Indumil.   [2011-08-13]. （原始内容存档于2011-07-07）.
10. 1 2  IWI Galil ACE Semi-Automatic Rifle （页面存档备份，存于）by B. Gil Horman -  Monday, January 19, 2015
11. ↑  The Battle Rifle: Development and Use Since World War II, By Russell C. Tilstra, Russell C. Tilstra, (McFarland  2014), page 98
12. 1 2  GALIL ACE 5.56 （页面存档备份，存于） 29 May 2013, Small Arms Defense Journal (Volume 5)
13. ↑  Galil Ace Rifle （页面存档备份，存于） August 24, 2010 in Rifles by Steve Johnson
14. ↑  Kokalis, Peter. . Boulder, CO: Paladin Press. 2001: 253. ISBN 1-58160-122-0.
15. ↑  . Laverdad.com.   [2011-08-13]. （原始内容存档于2011-07-16）.
16. ↑  . IWI. 2021-10-13  [2021-10-15]. （原始内容存档于2025-01-10）.

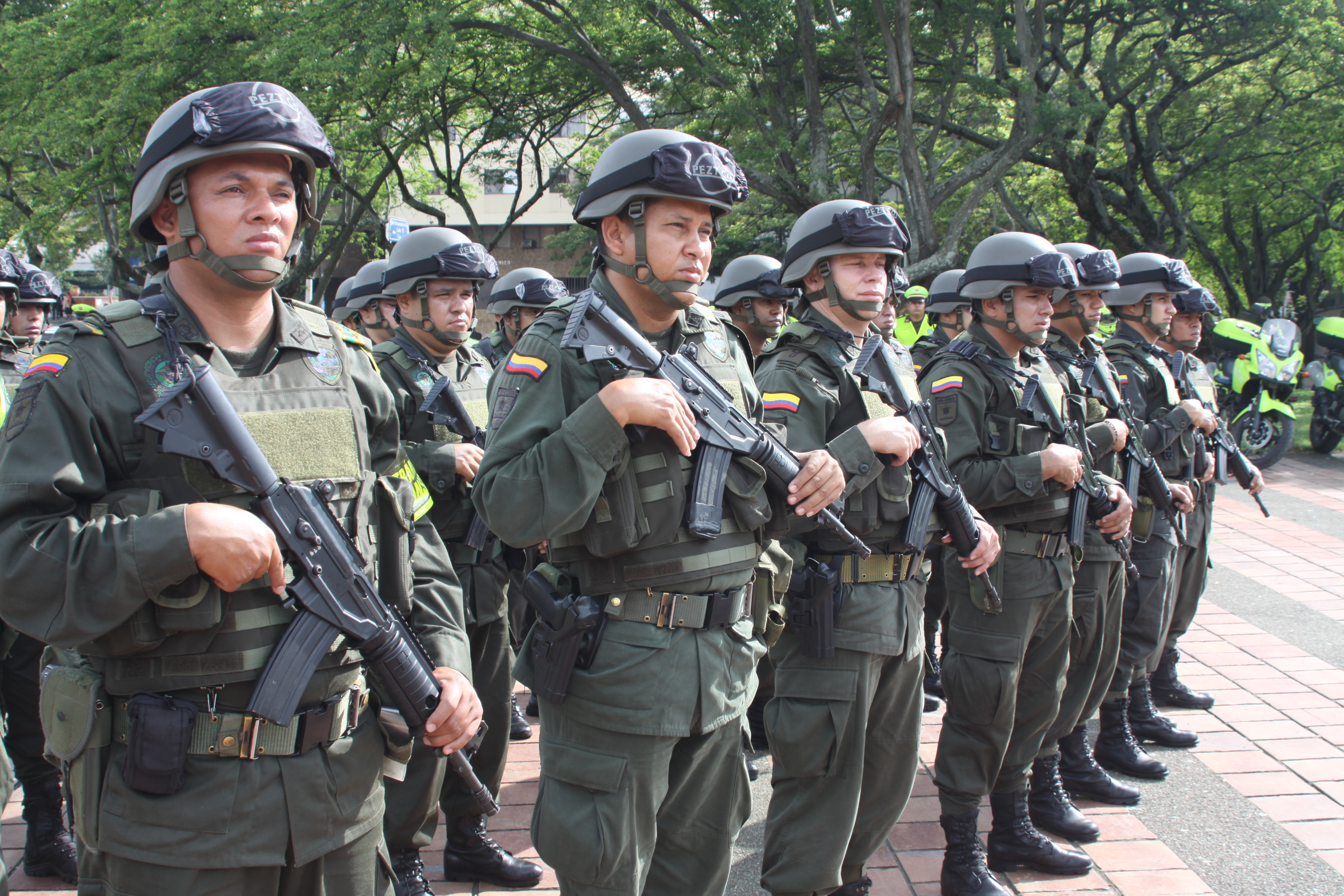
裝備加利爾ACE 22的哥倫比亞警察。

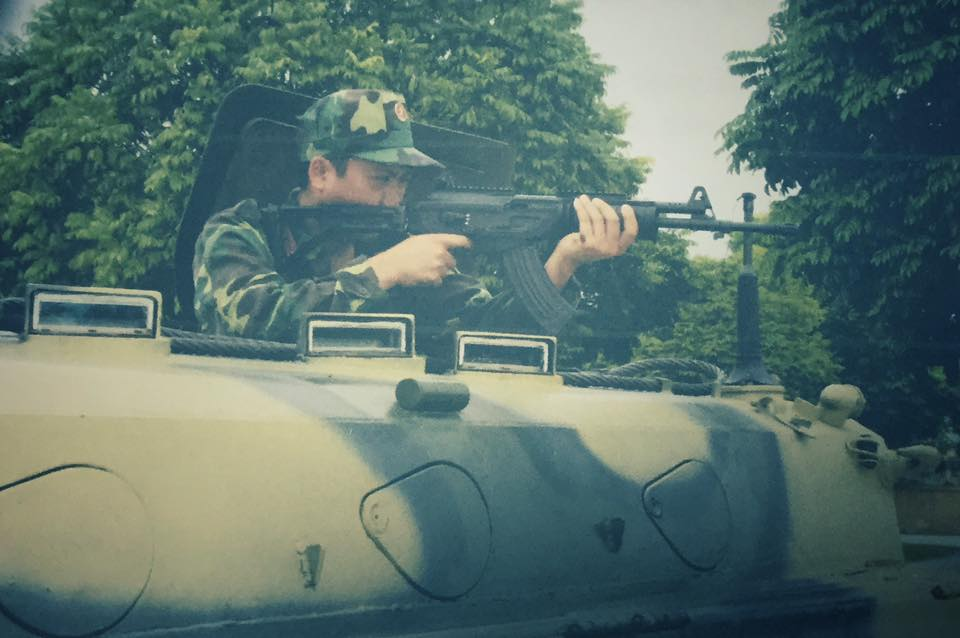
使用加利爾ACE 32的越南人民軍。

17. ↑  FIDAE: Chilean Army Selects Galil ACE as New Standard Rifle 美國國會圖書館的存檔，存档日期2014-03-26 - Defensenews.com, 26 March 2014
18. ↑  The Chilean Army begins to deploy the new Galil ACE （页面存档备份，存于） WEDNESDAY SEPTEMBER 24, 2014
19. 1 2  . Jane's Information Group.   [August 17, 2010]. （原始内容存档于2010年8月17日）.
20. ↑  . 輕兵器.   [2012年7月21日]. （原始内容存档于2014年12月31日）.
21. ↑  El Salvador also to buy Galil Ace （页面存档备份，存于） - Thefirearmblog
22. ↑  IWI Galil ACE rifle adopted by Guatemala National Civil Police （页面存档备份，存于） - Thefirearmblog.com
23. ↑  .   [2014-05-01]. （原始内容存档于2014-07-20）.
24. ↑  . The Firearm Blog.   [16 November 2014]. （原始内容存档于2014-02-14）.
25. ↑  . The Firearm Blog.   [16 November 2014]. （原始内容存档于2012-05-21）.
26. ↑  .   [2011-09-25]. （原始内容存档于2012-07-28）.
27. ↑  .   [2014-02-14]. （原始内容存档于2014-02-14）.
28. ↑  .   [16 November 2014]. （原始内容存档于2014年2月23日）.
29. ↑  .   [2014-03-11]. （原始内容存档于2014-02-23）.
30. ↑  .   [2014-03-11]. （原始内容存档于2014-10-06）.
31. ↑  Штурмовая винтовка «Форт-228» （页面存档备份，存于） / официальный сайт НПО "Форт"
32. ↑  India to put assault rifle contenders through winter trials （页面存档备份，存于） - Janes.com, 4 August 2013
33. ↑  . PUBG ASIA.   [2022-04-09] （中文（繁體））.

## 外部連結
- （英文）—Israel Weapon Industries—manufacturer's page—ACE models
- （英文）—Indumil's website（页面存档备份，存于）
- （英文）—Official announcement of the beginning of production.（页面存档备份，存于）
- （英文）—News article on its launch Nº 1.
- （英文）—News article on its launch Nº 2.（页面存档备份，存于）
- （英文）—General descriptive data sheet.
- （英文）—Modern Firearms—Galil ACE assault rifles (Israel)（页面存档备份，存于）
- （英文）—The Firearm Blog.com—
  - Galil Ace Rifle（页面存档备份，存于）
  - Peru licenses the new Galil ACE rifle（页面存档备份，存于）
  - IWI Galil ACE rifle adopted by Guatemala National Civil Police（页面存档备份，存于）
  - IWI Galil ACE in the wild（页面存档备份，存于）
  - IWI Galil Ace Rifle with Folding Stock（页面存档备份，存于）
  - El Salvador also to buy Galil Ace（页面存档备份，存于）
  - IWI Galil ACE rifle in the field（页面存档备份，存于）
  - Tanzanian Special Forces With IWI Galil ACE Rifle, Meprolight Sights（页面存档备份，存于）
  - IWI Galil ACE Spotted In South Sudan and Mexico（页面存档备份，存于）
  - Haitian Police Spotted with Galil ACE, T65 Rifles（页面存档备份，存于）
  - Chilean Army FN SCAR-L STD & IWI Galil ACE（页面存档备份，存于）
  - Vietnam to License-Produce The Galil ACE（页面存档备份，存于）
  - FAMAE (Chile) has begun producing IWI GALIL ACE Rifles（页面存档备份，存于）
  - IWI’s New Video of GL 40 On ACE N Rifle（页面存档备份，存于）
  - FORT-227 and FORT-228: Galil ACE Being Manufactured In Ukraine（页面存档备份，存于）
  - IWI to Import Galil Ace into US（页面存档备份，存于）
  - IWI Galil ACE Rifle and Pistol Coming to the USA. MSRP Announced.（页面存档备份，存于）
  - TFB TV: Hands On the Galil Ace（页面存档备份，存于）
  - IWI Galil Ace in 7.62 NATO（页面存档备份，存于）
  - Galil ACE Release Delayed Until Late 2015, 2016（页面存档备份，存于）
  - BREAKING: IWI Recalls Galil ACE Pistols Due To Full Auto Receivers（页面存档备份，存于）
  - MAC Torture Tests The IWI Galil ACE In Dirty, Gritty Mud（页面存档备份，存于）
  - ［Big 3 East］ RS Regulate（页面存档备份，存于）
  - IWI US Now Shipping Galil ACE CAP39-II, Fixed Full Auto Issue（页面存档备份，存于）
  - The Best AK Ever? Galil ACE 800+ Round Rifle Review（页面存档备份，存于）
- （英文）—The Truth About Guns.com—
  - IWI US Expands Into the Cold Hammer Forged Barrel Biz（页面存档备份，存于）
  - Gun Review: IWI Galil ACE Rifle（页面存档备份，存于）
- （英文）—Tactical Life.com—
  - IWI US Introduces the GALIL ACE Pistol to the US Market（页面存档备份，存于）
  - Buyer’s Guide: 20 Top Shot AR Black Guns For 2016（页面存档备份，存于）
  - Israeli Warrior Reborn: IWI’s Galil ACE GAP39 Pistol（页面存档备份，存于）
  - Galil ACE Review（页面存档备份，存于）
- （简体中文）—D Boy Gun World（槍炮世界）—Galil ACE（页面存档备份，存于）
- （简体中文）—輕兵器—哥伦比亚接收伽利尔ACE 5.56mm突击步枪